# Queso pata de mulo

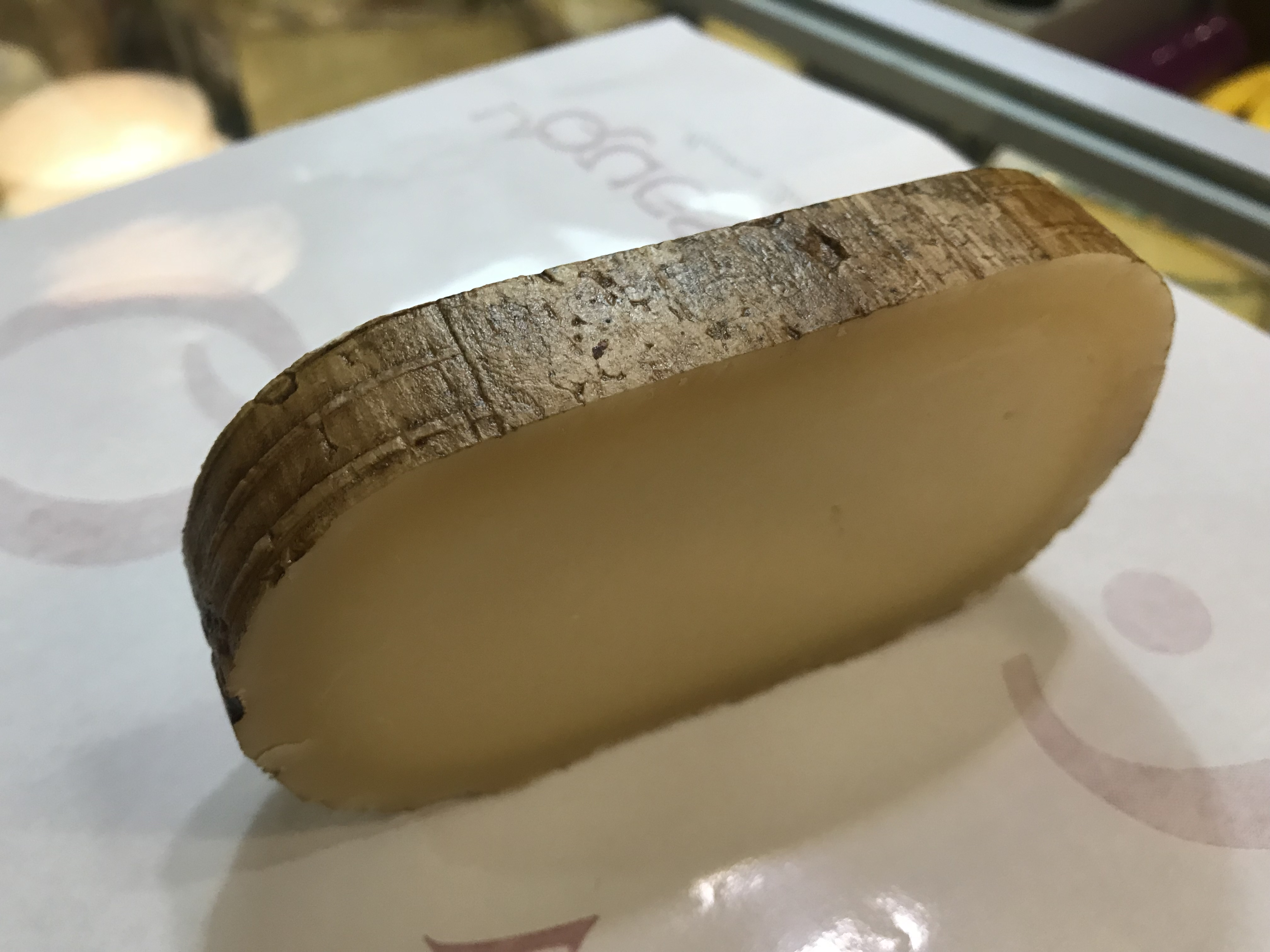
Trozo de queso pata de mulo

El queso pata de mulo es un queso de leche cruda de oveja, elaborado en la Tierra de Campos, comarca natural española, situada en la comunidad autónoma de Castilla y León, que se extiende por las provincias de Palencia, León, Valladolid y Zamora.

## Origen

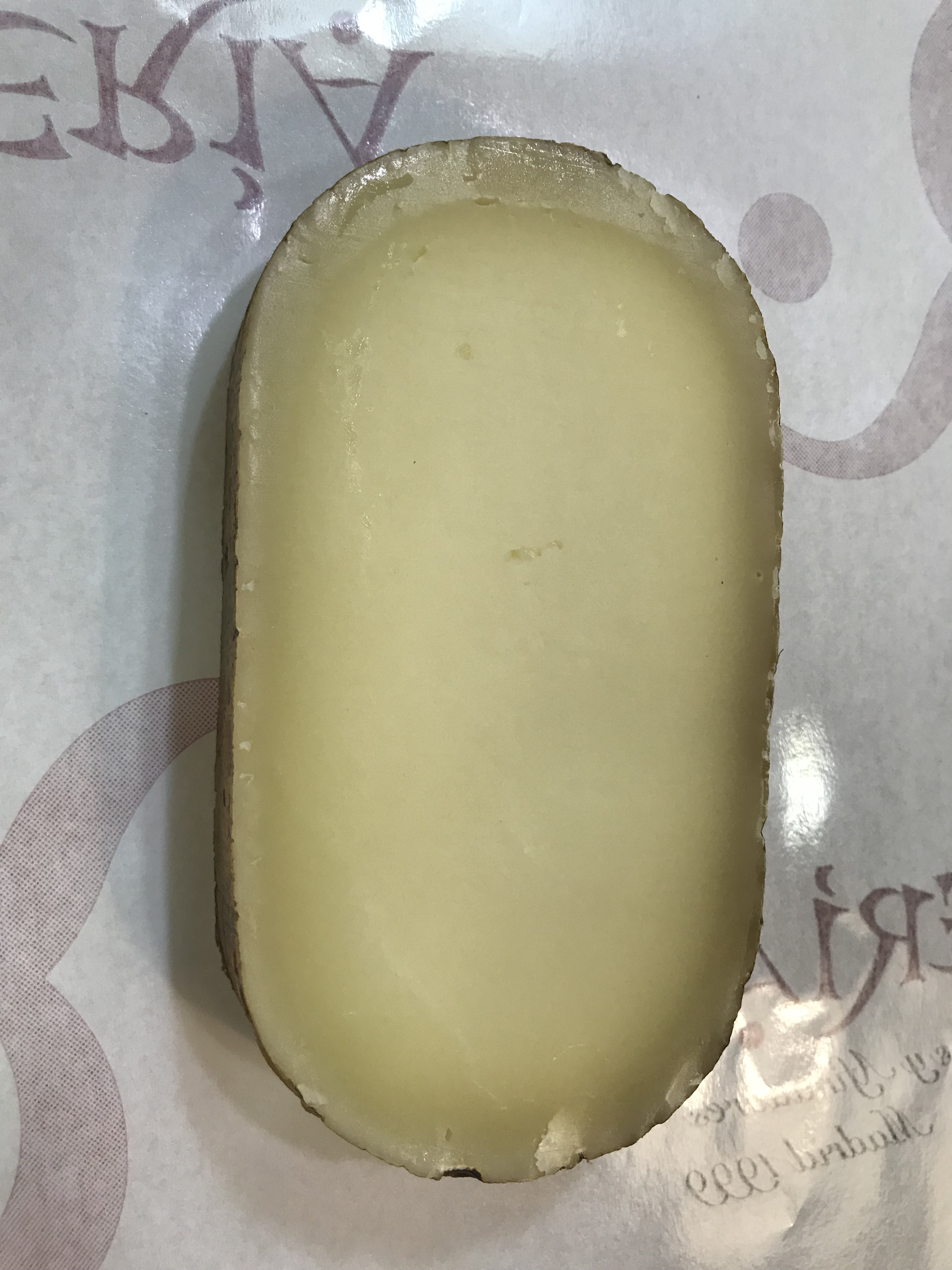
Porción de queso pata de mulo

El origen de este queso está ligado al sur de la provincia de León. 
Su nombre proviene de su característica forma de rulo, que a alguien le recordó a una pata de mulo. Antiguamente era conocido como queso de encella o angilla. Estos quesos se moldeaban a mano, mediante una tela o gasa obtenían su forma tubular al hacerlos rodar sobre una mesa.

## Descripción
Es un queso de prensado intenso y coagulación enzimática. Se elabora con leche pasteurizada de oveja, es posteriormente sumergido en salmuera y se le deja madurar de 3 a 6 meses. Su puede describir como de pasta compacta y su interior ciego o sin ojos, prácticamente friable o laminar. Es de color blanco hueso que puede llegar a ser blanco marfil en los más curados. La corteza tiene color amarillo tirando a ocre. Su forma es tubular y en boca recuerda al queso de oveja curado, aunque tiene un punto más salado y aceitoso. Puede maridarse con vinos de la Ribera del Duero y también con blancos secos.